# Svelvik (Schiff)
Die Svelvikⓘ ist eine Doppelendfähre der norwegischen Reederei Bastø Fosen.

## Geschichte
Die Fähre wurde unter der Baunummer 44 auf der türkischen Werft Sefine Shipyard in Altınova gebaut. Bestellt wurde sie am 12. Februar 2020. Die Kiellegung fand am 2. Oktober 2020, der Stapellauf am 12. März 2021 statt. Die Fertigstellung der Fähre erfolgte am 3. September 2021. Anschließend wurde sie auf eigenem Kiel nach Horten in Norwegen überführt, wo sie im Oktober ankam.
Die Fähre verkehrt seit Januar 2022 über den Drammensfjord auf der nur 184 Meter langen Fährverbindung zwischen Svelvik und Verket. Sie ersetzt hier die von der Reederei Fjord1 eingesetzte, 1978 gebaute Svelviksund.
Der Schiffsentwurf stammte vom norwegischen Schiffsarchitekturbüro The Norwegian Ship Design Company in Førde.

## Technische Daten und Ausstattung
Das Schiff verfügt über einen Hybridantrieb aus dieselelektrischem und elektrischem Antrieb. Es ist mit zwei Schottel-Propellergondeln ausgestattet, von denen sich jeweils eine an den beiden Enden der Fähre befindet. Die Propellergondeln werden von jeweils einem Elektromotor mit 400 kW Leistung angetriebenen. Für die Stromerzeugung stehen zwei von Scania-Dieselmotoren des Typs DI13 mit jeweils 425 kW Leistung angetriebene Generatoren zur Verfügung, die in zwei Maschinenräumen an den beiden Enden der Fähre untergebracht sind. Außerdem ist das Schiff mit Akkumulatoren mit einer Kapazität von 342 kWh ausgestattet. Die Akkumulatoren können von den Generatoren sowie am Anleger mit Landstrom aufgeladen werden.
Die Fähre verfügt über ein durchlaufendes Fahrzeugdeck mit drei Fahrspuren. An beiden Enden befinden sich herunterklappbare Rampen. Das Fahrzeugdeck ist im mittleren Bereich überbaut. Auf diesem Deck ist mittig das Steuerhaus aufgesetzt. Die nutzbare Durchfahrtshöhe auf dem Fahrzeugdeck beträgt 5 m. Die maximale Achslast auf dem Fahrzeugdeck beträgt 15 t. Auf einer Seite der Fähre befinden sich Decksaufbauten. Hier ist auf dem Hauptdeck unter anderem ein Aufenthaltsraum mit Sitzgelegenheiten für die Passagiere eingerichtet. Auf dem darüberliegenden Deck befinden sich die Einrichtungen für die Schiffsbesatzung, darunter drei Einzelkabinen, ein Aufenthaltsraum und eine Kombüse.
Der Rumpf des Schiffes ist eisverstärkt (Eisklasse C).